# 雷動計劃

雷動計劃標誌

雷動計劃（英語：ThunderGo）由香港大學法律學院副教授戴耀廷於2016年2月首次提出，目標為爭取非建制派於2016年香港立法會選舉取得達半議席。最終非建制派於地區直選成功取得比最後一次港大民調預期為佳之結果，但其民調及棄保操作均具有爭議性，約4萬名選民依照計劃民調投票，最終更導致部分泛民主派及本土派的候選人落選。

## 內部
「雷動計劃」共包括三部分：
第一部份是「協調參選」。希望非建制派的參選人能協調或以初選方式減少出選名單。
第二部份是「策略性投票」。希望選民在決定投票給哪位候選人時，除了考慮自己是否支持該候選人的政綱外，還會考慮他的勝算。若從民調看到他最想支持的候選人沒有勝算，就把票投給在民調中顯示是較具勝算的第二選擇。
第三部份是「雷霆救兵」。在每區招募一萬名「雷霆救兵」。依據從各方所收集到及經整合的選情資訊，「雷霆救兵」在選舉日當天的最後數小時，作出最關鍵的投票，把票投給非建制派邊緣名單中最有勝算的候選人。
「協調參選」是由參選人主導，但不影響「策略性投票」及「雷霆救兵」的運作，後兩者是由選民作主的投票策略。若參選人未能協調，更加須要進行策略投票。

## 目的
戴耀廷首先於蘋果日報發表文章，指出經過分析2012年香港立法會選舉結果，泛民取得35席並非不可能。戴接受網台訪問時表示，泛民要於2016年香港立法會選舉取得過半數議席，繼而逼使梁振英放棄連任，煞住步步進迫的制度暴力。他指「漸被中共邊緣化」的自由黨和本土派也是可以爭取合作的對象。他又表示，單靠立法會保住三份一議席加拉布抗爭，勉強頂住也贏不了，如果立法會贏取過半議席就不必死守。
一項以雷動計劃為對象的學術研究指出，不少參加者願意支持，是由於憂慮非建制派嚴重分裂、親北京派取得超過2/3議席，北京政府干預香港選舉(包括周永勤退選風波)，以及對於過多非建制派名單的情況感到混淆不能決定支持那一張名單。

## 運作方式
參選人部分 - 「協調參選」：非建制派協調出最有利的參選名單數，在港島、新東及新西採N＋1策略，在九西及九東採N策略（即：港島4張、新東6張、新西6張、九西4張、九東3張，共23張名單。）
選民部分 - 「策略性投票」及「雷霆救兵」：民間組織「公民數據」開發了一個資訊系統，名為「雷動聲吶VotSonar （页面存档备份，存于）」。
願意參與「策略性投票」的選民(稱為「策略選民」)或想成為「雷霆救兵」的選民，首先要加入「雷動聲吶」。「雷動聲吶」會以某些方法去分辨參加者是否適合擔當「策略選民」或「雷霆救兵」，然後就會把他們分組連繫起來。「雷動聲吶」會提供一個討論平台讓他們自行討論如何有效地發揮手上一票的最大效果。
「雷動聲吶」在5月至9月期間會收集非建制派支持者的投票意向，也就是用作民調的工具，而所得的資料會用作分析各候選名單勝算的其中一組數據。
在選舉的前一天，整合所有數據後，「雷動聲吶」會向「策略選民」發放私人訊息，提供最新最詳盡的資訊，分析各候選名單的勝算，由「策略選民」自行決定如何投票。
到了選舉日當天，「策略選民」在投票後會匯報他們的決定。在收到「策略選民」的資訊，結合已有的數據再去推算非建制派的名單中哪些仍處邊沿位置，在當天最後階段，向「雷霆救兵」發放最後一輪的私人訊息，讓「雷霆救兵」掌握最新選情，自行決定如何拯救那些邊緣名單。要令「雷動聲呐」準確反映實際選情，參與者的數量越多越好。
戴耀廷假設，如果今屆立法會投票率能破紀錄，並且多了首投族，即有機會令非建制派在今屆多取約2%支持票，令非建制派與建制派得票之比接近六四。若非建制派選民能作出策略投票，減少浪費選票，非建制派就有可能於地區直選取得23席。而能保住超級區議會的3席和傳統功能界別的6席，那就取得32席。
再搶攻3個以個人而非公司或團體為登記選民的界別，就是醫學界、工程界和建築、測量、都市規劃及園境界，增多3席功能界別議席，非建制就可取得立法會35席，即一半議席。

## 各界人士回應
- 熱血公民鄭松泰直言雷動計劃是泛民分飯票的遊戲，並聲稱若本土派於五區全部順利當選，會發動「五區公投」，但不會與戴耀廷及泛民主派協調出選2016年香港立法會選舉。
- 前學民思潮發言人黎汶洛表示第一次聽聞是以非建制與建制劃分，並對主流泛民不參與雷動計劃感奇怪。
- 社民連梁國雄批評雷動計劃「離地」，該計劃只是數學模式，指出戴耀廷應細想如何操作雷動計劃，說服選民支持。
- 青年新政梁頌恆表示若其他泛民政黨加入，便會支持雷動計劃，但對如何於功能組別中取得12席提出質疑。
- 自由黨田北俊表示理論上是行得通，因建制派現時亦有類似行動，經中聯辦或民建聯配票，但技術層面上始終有一定困難，認為泛民實行會較難。
- 民主黨總幹事林卓廷稱認同計劃目標，但擔心具體操作會有技術問題。
- 六一七民間約章發言人韓連山認為「雷霆救兵」計劃意願良好，他相信「公民用自己的方法去解決自己的問題」，是極大可能的。若能減少參選名單，計劃其實可以更有效的進行[9]。

## 轉變和迴響
- 部分傘後參政組織和激進派系不熱衷參與。因此在2016年4月間放棄在地區直選部分，改為針對超級區議會。
- 2016年5月新民主同盟表示不參與雷動計劃超級區議會部分，因此無法進行。
- 十多個本地公民組織及傘後組織自發組成了「公民聯合行動」，透過媒體和街站宣傳，向市民解釋「雷動計劃」，6月份開始推廣「雷動計劃」，集中力量推行由選民主導的策略投票[10]。

## 選舉結果出爐後
- 戴耀廷9月7日出席港台節目《千禧年代》承認，當初估計人數錯誤，目標集合20萬人支持非建制派選民，但最終只有約4萬人加入行動，不過卻打亂了不少泛民主派政黨的部署。他亦認為雷動計劃需要檢討。雖然雷動飽受批評，客觀結果卻是非建制派成功得到史無前例的最多30個立法會議席[11]。
- 親北京派代表，例如梁美芬、李慧琼等，均批評有關計劃操控選民意願，扭曲民主機制。[1]

## 風雲計劃
戴耀廷於2017年提出風雲計劃，目標是在2019年香港區議會選舉中，奪得更多區議會議席，繼而增強泛民於特首選舉以至立法會的影響力。

## 戴耀廷被廉署控告罪成
港大法律學院前副教授戴耀廷因透過「雞蛋同盟有限公司」在報章刊登廣告宣傳投票計劃，而被廉署控告4項「在選舉中作出招致選舉開支的非法行為」罪，涉款逾25.3萬元。雖然辯方求情時指，“雷動計劃”是針對立法會選舉採用的比例代表制無法如實反映民意。不過法官郭啟安認為被告發動眾籌刊登廣告是損害選舉公正，對其他建制候選人不公平。法官又指被告有民主及正義考慮，但現實都只可用合法方式爭取，不能以犯法作為藉口。法官以18個月為量刑起點，因認罪減刑三分一刑期，到2022年5月24日，戴耀廷被判監禁10個月。而同案兩名被告亦被控該4項罪名，早前獲不提證供起訴，以自簽4萬元守行為一年處理。

## 外部連結
- 雷動計劃的Facebook專頁
- 雷動聲吶網站 （页面存档备份，存于）
- 公民數據 （页面存档备份，存于） 的Facebook專頁